# Bernhard Bonitz
Bernhard Heinrich Bonitz (ur. 11 czerwca 1907 w Chemnitz, zm. 20 marca 1971 w Staumühle) – oberkapo w niemieckim obozie koncentracyjnym Auschwitz-Birkenau i zbrodniarz wojenny.

## Życiorys
Urodził się w Chemnitz jako syn kowala Paula Bonitza i Berty z d. Stopf. Po ukończeniu szkoły powszechnej rozpoczął naukę u mistrza piekarskiego, którą zakończył w 1924 egzaminem na czeladnika. W roku 1926 przeniósł się do Berlina, gdzie pracował jako robotnik. Już w Chemnitz, a potem w Berlinie był karany za kradzieże - łącznie spędził w więzieniach 6 lat. W marcu 1937 został aresztowany przez berlińską policję kryminalną i przewieziony do KL Sachsenhausen, gdzie pełnił funkcję blokowego.
20 maja 1940 został z 29 innymi więźniami przywieziony do KL Auschwitz, gdzie oznaczono go numerem 6.
W latach 1940–1944 był więźniem funkcyjnym. Pełnił między innymi funkcje starszego bloku nr 2 i oberkapo w warsztatach odzieżowych w obozie głównym. Miał na sumieniu zakatowanie na śmierć wielu więźniów. Innych topił w dołach kloacznych lub w kadziach z chemikaliami, przeznaczonymi do garbowania skór.
15 czerwca 1944 został powołany do jednostki Oskara Dirlewangera. Kiedy jego oddział miał trafić do niewoli zbiegł i pod koniec maja 1945 dostał się do Berlina. W 1953 ożenił się, a od 1956 do aresztowania w 1966 pracował w zakładach AEG w Berlinie jako zbrojarz.
14 czerwca 1968 został za swoje zbrodnie skazany przez zachodnioniemiecki sąd we Frankfurcie nad Menem na dożywotnie pozbawienie wolności.